# Gabriele Muccino
Gabriele Muccino (ur. 20 maja 1967 w Rzymie) – włoski reżyser, scenarzysta i producent filmowy. Jego młodszym bratem jest aktor Silvio Muccino, który często pojawia się w filmach Gabriele.
Sukces przyniosły mu dwa filmy: Ostatni pocałunek (2001) oraz Pamiętaj mnie (2003).
Po tym, gdy wygrał Audience Award for World Cinema w 2002 na Sundance Film Festival, amerykański przemysł filmowy zwrócił na niego uwagę, co zaowocowało różnymi propozycjami. Nakręcił on m.in. film W pogoni za szczęściem (2006), w którym wystąpił Will Smith, a także był współtwórcą filmu A Little Game Without Consequence, w którym zagrali Jim Carrey i Cameron Diaz.
Przez cztery lata był żonaty z Eleną Majoni, jednak w 2006 para się rozeszła.

## Filmografia
- Un posto al sole (1996, serial telewizyjny)
- Intolerance (1996; epizod „Max suona il piano”)
- Ecco fatto (1998)
- Na zawsze ty (Come te nessuno mai; 1999)
- Ostatni pocałunek (L'ultimo bacio, 2001)
- Pamiętaj mnie (Ricordati di me, 2003)
- W pogoni za szczęściem (2006)
- Viva Laughlin (2007; serial telewizyjny)
- Man & Wife
- Heart Tango (2007; film dla Intimissimi)
- Siedem dusz (2008)